# Mehurček
Mehúrček je globula snovi v drugi vrsti snovi. Zaradi Maragnonijevega pojava se lahko mehurček ohrani tudi na meji med dvema snovema npr. mehurček na površini vode. Milne mehurčke se naredi enostavno in pogosto se jih dela za zabavo, mehurčki pa so uporabni tudi za preverjanje tesnjenja plina (zračnice, priključki plinskih jeklenk, itd.).